# Dammtjärnen (Ekshärads socken, Värmland)
Dammtjärnen är en sjö i Hagfors kommun i Värmland och ingår i Göta älvs huvudavrinningsområde. Sjön har en area på 0,147 kvadratkilometer och ligger 249,3 meter över havet.

## Delavrinningsområde
Dammtjärnen ingår i det delavrinningsområde (666172-137135) som SMHI kallar för Mynnar i Göta älvs vattendragsyta. Medelhöjden är 249 meter över havet och ytan är 18,21 kvadratkilometer. Räknas de 14 avrinningsområdena uppströms in blir den ackumulerade arean 228,71 kvadratkilometer. Noret (Föskeforsälven) som avvattnar avrinningsområdet har biflödesordning 2, vilket innebär att vattnet flödar genom totalt 2 vattendrag innan det når havet efter 345 kilometer. Avrinningsområdet består mestadels av skog (74 procent) och sankmarker (14 procent). Avrinningsområdet har 0,15 kvadratkilometer vattenytor vilket ger det en sjöprocent på 0,8 procent.